# Хат Јаи
Хат Јаи (тај. หาดใหญ่) је највећи (али не и главни) град провинције Сонгла на југу Тајланда. Удаљен је 55 километара од границе са Малезијом. 
Године 2000. град је имао 187.920 становника. 
Хат Јаи лежи на прузи која од Бангкока води ка Сингапуру. Град има и међународни аеродром (ознака HDY).